# Winter-Paralympics 2006/Teilnehmer (Armenien)
| stlisierte Goldmedaille | stlisierte Silbermedaille | stlisierte Bronzemedaille |
| ----------------------- | ------------------------- | ------------------------- |
| —                       | —                         | —                         |

Armenien nahm an den Winter-Paralympics 2006 in Turin mit einer Delegation von zwei Athleten teil.

## Teilnehmer nach Sportarten

### Sledge-Eishockey
Keine armenischen Teilnehmer.

### Ski Alpin
Damen:
- Greta Khndzrtsyan
Riesenslalom, sitzend: 11. Platz

Herren:
- Mher Avanesyan
Slalom, stehend: DQ
Riesenslalom, stehend: 48. Platz

### Ski Nordisch (Biathlon und Skilanglauf)
Keine armenischen Teilnehmer.

### Rollstuhlcurling
Keine armenischen Teilnehmer.